# Coenosia setipes
Coenosia setipes este o specie de muște din genul Coenosia, familia Muscidae, descrisă de Huckett în anul 1965.
Este endemică în Manitoba. Conform Catalogue of Life specia Coenosia setipes nu are subspecii cunoscute.